# Јулиу Баратки
Ђула Баратки (рум. Iuliu Baratky; Велики Варадин, 14. мај 1910 — Букурешт, 14. април 1962) био је етнички мађарски фудбалер који је представљао и Мађарску и Румунију на међународном нивоу. 
Одиграо је укупно 155 утакмица у националним првенствима Румуније (постигавши 100 голова), почевши од 10. септембра 1933. (Венус Букурешт – Крисана Орадеа 0–1). Освојио је четири Купа Румуније 1937, 1939, 1940, 1941, све са Рапидом из Букурешта.
У фудбалској репрезентацији Мађарске дебитовао је 1930. и одиграо је девет утакмица без постигнутих голова. Године 1933. почео је да игра за фудбалску репрезентацију Румуније, за коју је одиграо 20 утакмица и постигао 13 голова. Појавио се на Светском првенству 1938, постигавши гол против Кубе.
После своје последње утакмице (Окелул Решица – РАТА Таргу Мурес 5–3), неко време је тренирао РАТА Таргу Мурес и, веома кратко, репрезентацију Румуније.
Приче о његовим вештинама и даље су извор поноса за присталице Рапида из Букурешта. Стотине хиљада навијача су прочитали Finala se joacă azi („Финале се игра данас“) или Glasul roților de tren („Глас точкова воза“), који је написао Јоан Чирила, важан румунски спортски писац, у којем Баратки игра централну улогу.

## Трофеји

### Играч
Мађарска
- Куп Мађарске (1): 1931–32

Рапид Букурешт
- Куп Румуније (6): 1936–37, 1937–38, 1938–39, 1939–40, 1940–41, 1941–42.

### Тренер
Рапид Букурешт
- Куп Румуније (2): 1940–41, 1941–42

Динамо Букурешт
- Куп Румуније (1): 1958–59